# Ангелина Његуш
Ангелина Његуш (Београд, 17. август 1971) српска је информатичарка и универзитетска професорка. Тренутно ради као редовна професорка на Универзитету Сингидунум.

## Биографија
Рођена је 17. августа 1971. године у Београду, у тадашњој Социјалистичкој Републици Србији. Године 1994. дипломирала је на Факултету организационих наука Универзитета у Београду. Као стипендиста Министарство науке Републике Србије, 1997. завршила је магистарске студије на истом факултету, где је радила и као сарадник за научно-истраживачки рад у лабораторији за рачунарску интегрисану производњу.
Године 2000. почиње да ради у тиму за развој виртуелног универзитета — MTVU, те је тема докторске дисертације била развој и примена архитектуре, алгоритама и апела за развој MTVU платформе, коју је одбранила 2003. године на Факултету за пословне студије Мегатренд универзитета.
Поред рада на факултету, сарађује са привредом, а радила је и као консултант за IBM, учествовала као руководилац на пројектима развоја трансакционих и интелигентних система. На Универзитету Сингидунум ради од 2005. године, где се тренутно, као редовни професор, бави применом алгоритама машинског учења, посебно дубоко учење алгоритама у препознавању обрасца, као и развојем big data система.